# Chaetocnema zangana
Chaetocnema zangana es un coleóptero de la familia Chrysomelidae. Fue descrita científicamente en 1981 por Chen & Wang.